# Jeanne Maloney
Jeanne Marie Maloney é uma diplomata norte-americana e funcionária do Departamento de Estado; em 18 de novembro de 2020, ela foi confirmada para ser a próxima Embaixadora dos Estados Unidos em Eswatini.

## Infância e educação
Maloney é bacharel em artes pelo College of William and Mary e tem um mestrado em administração de empresas pela University of Tulsa.

## Carreira
Maloney é membro de carreira do Serviço de Relações Externas Sénior, classe de Ministra-Conselheira. Ela ocupou vários cargos de liderança no Departamento de Estado ao longo da sua carreira, incluindo como Oficial de Carreira de Desenvolvimento no Escritório de Recursos Humanos, Directora do Escritório de Triagem e Interdição de Terrorismo no Escritório de Contraterrorismo e Combate ao Extremismo Violento, e Conselheira Político-Militar Adjunto na Embaixada dos Estados Unidos em Bagdade. Maloney também foi Directora do Escritório de Programas de Prevenção de Fraude do Escritório de Assuntos Consulares. Anteriormente, ela foi Directora do Escritório de Assuntos de Segurança no Escritório de Assuntos Africanos do Departamento de Estado. Actualmente, ela actua como Assessora de Política Externa do Exército dos Estados Unidos na África, em Vicenza, Itália.

## Nomeação como embaixadora
No dia 1 de maio de 2020, o presidente Trump anunciou a sua intenção de nomear Maloney para ser a próxima embaixadora dos Estados Unidos em Eswatini. Em 19 de maio de 2020, a sua indicação foi enviada ao Senado. Em 18 de novembro de 2020, a sua nomeação foi confirmada no Senado dos Estados Unidos por voto verbal. Ela fez o juramento de posse a 9 de dezembro de 2020.

## Línguas
Maloney fala português, espanhol e árabe básico.